# 미고스
미고스(Migos)는 미국의 힙합 그룹이다. 주로 트랩 음악을 기반으로 한 음악을 많이 하며, "Versace"(2013), "Fight Night"(2014), "One Time"(2015), "Bad and Boujee"(2016) 등의 곡으로 유명하다. 미고스의 멤버 퀘이보는 피처링으로 많이 알려져 있다.